# Nati il 12 marzo
| Questa pagina contiene informazioni ricavate automaticamente dalle voci biografiche con l'ausilio del template Bio e di un bot. L'aggiornamento è periodico e automatico e ricostruisce completamente la pagina. Se manca una persona in questa lista, sei pregato di non aggiungerla, ma accertati piuttosto che la sua voce biografica contenga il template Bio e che i dati anagrafici siano correttamente compilati. Se il template Bio manca, inseriscilo tu stesso o, in alternativa, metti l'avviso {{tmp\|Bio}} che ne segnala la mancanza. Se i dati riportati sono sbagliati, correggi direttamente la voce biografica; le modifiche saranno visibili in questa lista entro pochi giorni. Per chiarimenti vedi il progetto biografie. La lista contiene solo le 1.260 persone che sono citate nell'enciclopedia e per le quali è stato implementato correttamente il template Bio. Pagina aggiornata al 13 ago 2025. |

## IV secolo a.C.(1)
- 372 a.C. - Mencio, filosofo cinese († 290 a.C.)

## XI secolo(1)
- 1096 - Canuto Lavard, duca danese († 1131)

## XIII secolo(1)
- 1270 - Carlo di Valois, nobile francese († 1325)

## XIV secolo(2)
- 1336 - Edoardo di Gheldria, duca († 1371)
- 1386 - Ashikaga Yoshimochi, militare giapponese († 1428)

## XV secolo(5)
- 1464 - Gregorio Amaseo, umanista italiano († 1541)
- 1475 - Luca Gaurico, vescovo cattolico e astrologo italiano († 1558)
- 1476 - Anna Jagellona, principessa polacca († 1503)
- 1479 - Giuliano de' Medici, duca di Nemours, sovrano e poeta italiano († 1516)
- 1496 - Girolamo Muzio, letterato e umanista italiano († 1576)

## XVI secolo(7)
- 1501 - Pietro Andrea Mattioli, umanista, medico e botanico italiano († 1578)
- 1515 - Caspar Othmayr, compositore tedesco († 1553)
- 1542 - Antonio Archilei, cantante, compositore e liutista italiano († 1612)
- 1572 - Valentin Schmalz, teologo tedesco († 1622)
- 1573 - Agnese Edvige di Anhalt, principessa († 1616)
- 1598 - Guillaume Colletet, poeta francese († 1659)
- 1599 - Giovanni Berchmans, gesuita fiammingo († 1621)

## XVII secolo(19)
- 1607 - Paul Gerhardt, poeta tedesco († 1676)
- 1613 - André Le Nôtre, architetto del paesaggio francese († 1700)
- 1624 - Damian Hartard von der Leyen, arcivescovo cattolico tedesco († 1678)
- 1626 - John Aubrey, fisico, naturalista e letterato britannico († 1697)
- 1637 - Anna Hyde, nobile britannica († 1671)
- 1647 - Victor-Maurice de Broglie, nobile e militare francese († 1727)
- 1649 - Govert Bidloo, medico, anatomista e poeta olandese († 1713)
- 1651 - Maria Pellina di Monaco, principessa monegasca († 1724)
- 1654 - Jan Hoogsaat, pittore, incisore e decoratore olandese († 1733)
- 1654 - Giuseppe Passeri, pittore italiano († 1714)
- 1664 - Maurizio Guglielmo di Sassonia-Zeitz, nobile tedesco († 1718)
- 1668 - Giacinto Gimma, abate e critico letterario italiano († 1735)
- 1674 - Girolamo di Colloredo-Waldsee, nobile e diplomatico austriaco († 1726)
- 1683 - Alessandro Gregorio Capponi, museologo e nobile italiano († 1746)
- 1683 - John Theophilus Desaguliers, scienziato e religioso inglese († 1744)
- 1685 - George Berkeley, filosofo, teologo e vescovo anglicano irlandese († 1753)
- 1695 - Adrien Manglard, pittore francese († 1760)
- 1698 - Bartolomeo Cordans, compositore italiano († 1757)
- 1700 - Filippo Acciaiuoli, cardinale italiano († 1766)

## XVIII secolo(47)
- 1703 - László Amade, poeta ungherese († 1764)
- 1705 - Noël Jourda, generale francese († 1788)
- 1710 - Thomas Arne, compositore britannico († 1778)
- 1711 - Giovanni Battista Peregrini Albrici, vescovo cattolico italiano († 1764)
- 1720 - Francesco Maria Emanuele Gaetani, storico italiano († 1802)
- 1725 - Nicolás del Campo, politico e militare spagnolo († 1803)
- 1728 - Anton Raphael Mengs, pittore, storico dell'arte e critico d'arte tedesco († 1779)
- 1729 - Giacinto Calderara, compositore italiano († 1803)
- 1732 - Joseph Gaertner, botanico tedesco († 1791)
- 1735 - François-Emmanuel Guignard de Saint-Priest, politico e diplomatico francese († 1821)
- 1737 - Giuseppe Gregorio Maria Solari, scrittore italiano († 1814)
- 1739 - Josefa de los Dolores Peña y Lillo Barbosa, religiosa e scrittrice cilena († 1823)
- 1741 - Giulio Cesare Gattoni, gesuita e fisico italiano († 1809)
- 1746 - Francesco Carboni, linguista, traduttore e scrittore italiano († 1817)
- 1746 - Nicolas Ponce, scrittore, disegnatore e incisore francese († 1831)
- 1752 - Filippo Ghighi, vescovo cattolico italiano († 1830)
- 1753 - Hugh Fortescue, I conte di Fortescue, nobile inglese († 1841)
- 1753 - Jean-Denis Lanjuinais, politico, rivoluzionario e scrittore francese († 1827)
- 1753 - Justus Christian Loder, chirurgo e anatomista tedesco († 1832)
- 1753 - Franz Volkmar Reinhard, teologo tedesco († 1812)
- 1757 - Varvara von Engelhardt, nobildonna russa († 1815)
- 1758 - Leopoldo di Limburg-Stirum, generale e politico olandese († 1840)
- 1758 - Giuseppe Morozzo Della Rocca, cardinale e arcivescovo cattolico italiano († 1842)
- 1762 - Ludwig von Starhemberg, nobile e diplomatico austriaco († 1833)
- 1763 - Teresa Saporiti, soprano italiano († 1869)
- 1764 - Charles Philip Yorke, politico e ammiraglio britannico († 1834)
- 1766 - Francisco Javier de Cienfuegos y Jovellanos, cardinale e arcivescovo cattolico spagnolo († 1847)
- 1768 - Arthur Guinness, banchiere e politico irlandese († 1855)
- 1770 - Camillo Alleva, arcivescovo cattolico italiano († 1829)
- 1771 - François Kinson, pittore fiammingo († 1839)
- 1775 - Paolo Tosio, collezionista d'arte italiano († 1842)
- 1778 - Francis baron d'Allarde, cantautore e drammaturgo francese († 1841)
- 1779 - Paolo Caronni, incisore italiano († 1842)
- 1781 - Federica di Baden, regina († 1826)
- 1782 - Maria Cira Destro, religiosa e mistica italiana († 1818)
- 1784 - William Buckland, teologo, geologo e paleontologo inglese († 1856)
- 1784 - Niccolò Chiarini, fantino italiano († 1836)
- 1788 - David d'Angers, scultore e medaglista francese († 1856)
- 1789 - Vincenzo Menchi, vescovo cattolico italiano († 1847)
- 1790 - John Frederic Daniell, chimico e meteorologo inglese († 1845)
- 1790 - François-Xavier Le Chauff de la Blanchetière, generale francese († 1843)
- 1791 - Gaetano Besia, architetto italiano († 1871)
- 1793 - Bartolomeo Valiani, pittore italiano († 1851)
- 1795 - William Lyon Mackenzie, politico e giornalista canadese († 1861)
- 1796 - Paul Constant Billot, botanico francese († 1863)
- 1800 - Antony Deschamps, poeta e traduttore francese († 1869)
- 1800 - Teodoro Lovati, medico italiano († 1872)

## XIX secolo(181)
- 1804 - Georg Ludwig Kobelt, anatomista tedesco († 1857)
- 1806 - Giovanni Battista De Lorenzi, organaro italiano († 1883)
- 1806 - Charles Mozin, pittore, disegnatore e litografo francese († 1862)
- 1806 - Jane Pierce, first lady statunitense († 1863)
- 1807 - James Abbott, generale inglese († 1896)
- 1807 - Albert Mackey, medico statunitense († 1881)
- 1810 - Giovanni Vacca, ammiraglio e politico italiano († 1879)
- 1810 - Agathon Wunderlich, giurista tedesco († 1878)
- 1811 - Louis de Talleyrand-Périgord, nobile e politico francese († 1898)
- 1812 - Ignacio Comonfort, militare e politico messicano († 1863)
- 1812 - Mauro Morrone, magistrato e politico italiano († 1888)
- 1813 - Carlo Porro, naturalista italiano († 1848)
- 1815 - Robert Marcellus Stewart, politico statunitense († 1871)
- 1815 - Louis-Jules Trochu, generale e politico francese († 1896)
- 1817 - Andrej Pavlovič Šuvalov, ufficiale russo († 1876)
- 1818 - Eugène Bourgeois, drammaturgo francese († 1847)
- 1819 - Giustiniano Nicolucci, antropologo, etnologo e archeologo italiano († 1904)
- 1821 - John Joseph Caldwell Abbott, politico canadese († 1893)
- 1821 - Italo Gardoni, tenore italiano († 1882)
- 1821 - Luitpold di Baviera, principe tedesco († 1912)
- 1821 - Orsato Pozza, scrittore e poeta serbo († 1882)
- 1822 - Egor Egorovič Staal, diplomatico russo († 1907)
- 1822 - Jozef Karol Viktorin, presbitero, patriota e editore slovacco († 1874)
- 1824 - Gustav Robert Kirchhoff, fisico e matematico tedesco († 1887)
- 1826 - Sophie Crüwell, soprano tedesco († 1907)
- 1826 - Sydney Pierrepont, III conte Manvers, politico, militare e nobile inglese († 1900)
- 1827 - Armand Lévy, avvocato, giornalista e attivista francese († 1891)
- 1828 - Gaspare Campari, imprenditore italiano († 1882)
- 1828 - Benjamin Leigh Smith, navigatore e esploratore britannico († 1913)
- 1829 - Marco De Gregorio, pittore italiano († 1876)
- 1829 - Norman Robert Pogson, astronomo inglese († 1891)
- 1829 - Ernst Leberecht Wagner, patologo tedesco († 1888)
- 1830 - Paul Brunel, militare francese († 1904)
- 1831 - Joseph Gérard, missionario francese († 1914)
- 1831 - Clement Studebaker, imprenditore statunitense († 1901)
- 1832 - Charles Boycott, funzionario inglese († 1897)
- 1832 - Antonio Devoto, imprenditore e banchiere italiano († 1916)
- 1832 - Jean Alfred Fournier, dermatologo e storico francese († 1914)
- 1832 - Charles Friedel, chimico francese († 1899)
- 1832 - Walter Grimshaw, compositore di scacchi britannico († 1890)
- 1832 - Adolf Lasson, filosofo tedesco († 1917)
- 1832 - Vittorio Salmini, poeta e drammaturgo italiano († 1881)
- 1834 - Hilary Abner Herbert, politico statunitense († 1919)
- 1835 - Gregorio María Aguirre y García, cardinale e arcivescovo cattolico spagnolo († 1913)
- 1835 - Simon Newcomb, matematico e astronomo statunitense († 1909)
- 1836 - Isabella Beeton, giornalista e scrittrice britannica († 1865)
- 1836 - Adrien Prévault, militare francese († 1870)
- 1837 - Giuseppe Basso della Rovere, militare italiano
- 1837 - Raffaello Caverni, presbitero e scrittore italiano († 1900)
- 1837 - Alexandre Guilmant, compositore e organista francese († 1911)
- 1838 - William Henry Perkin, chimico inglese († 1907)
- 1839 - Stefania Etzerodt Omboni, filantropa italiana († 1917)
- 1840 - Paolo Carlo Francesco Origo, vescovo cattolico italiano († 1928)
- 1841 - Angelo Bacchetta, pittore italiano († 1920)
- 1841 - Evaristo de Chirico, ingegnere italiano († 1905)
- 1841 - Gaudenzio Marconi, fotografo e pittore svizzero († 1885)
- 1842 - Francisco Domingo Marqués, pittore spagnolo († 1920)
- 1843 - Gabriel Tarde, criminologo, sociologo e filosofo francese († 1904)
- 1845 - William Douglas-Hamilton, XII duca di Hamilton, nobile scozzese († 1895)
- 1845 - Blanche Whiffen, attrice teatrale inglese († 1936)
- 1847 - Josip Belušić, inventore austro-ungarico († 1905)
- 1847 - Lipót Schulhof, astronomo ungherese († 1921)
- 1848 - Cyrill Kistler, compositore, teorico della musica e insegnante tedesco († 1907)
- 1848 - Pio Pontremoli, dirigente d'azienda, imprenditore e ingegnere italiano († 1919)
- 1849 - Luigi Merello, imprenditore e politico italiano († 1916)
- 1851 - Charles Chamberland, microbiologo francese († 1908)
- 1851 - James Lang, calciatore scozzese († 1929)
- 1851 - Lamont Young, architetto e urbanista britannico († 1929)
- 1852 - Richard Altmann, anatomista tedesco († 1900)
- 1852 - Emilio Zago, attore italiano († 1929)
- 1853 - Giovanni Broggi, scultore italiano († 1919)
- 1853 - Eduardo Scarpetta, attore e commediografo italiano († 1925)
- 1854 - Dante Del Papa, tenore italiano († 1924)
- 1854 - Johan Turi, scrittore norvegese († 1936)
- 1856 - Aleksandr Zachar'evič Myšlaevskij, generale russo († 1920)
- 1857 - Vittorio Frascani, medico e politico italiano († 1927)
- 1857 - William V. Ranous, regista e attore statunitense († 1915)
- 1859 - Ernesto Cesaro, matematico italiano († 1906)
- 1860 - Achille Alberti, scultore italiano († 1943)
- 1860 - Vittorio de Barbieri, compositore di scacchi italiano († 1943)
- 1860 - Salvatore Di Giacomo, poeta, drammaturgo e saggista italiano († 1934)
- 1861 - Joseph Bell, marittimo britannico († 1912)
- 1861 - Vincenzo De Stefano, pittore italiano († 1942)
- 1862 - Alfredo Peri-Morosini, vescovo cattolico svizzero († 1931)
- 1863 - Gabriele D'Annunzio, scrittore, poeta e drammaturgo italiano († 1938)
- 1863 - Eugenio De Rossi, generale e agente segreto italiano († 1929)
- 1863 - Carl Holsøe, pittore danese († 1935)
- 1863 - Vladimir Ivanovič Vernadskij, mineralogista russo († 1945)
- 1864 - Henri Lichtenberger, germanista francese († 1941)
- 1864 - Alice Tegnér, compositrice svedese († 1943)
- 1865 - Edoardo Garbin, tenore italiano († 1943)
- 1865 - Max Isidor Bodenheimer, avvocato e politico tedesco († 1940)
- 1865 - Anna Tutsek, scrittrice e giornalista ungherese († 1944)
- 1866 - Eustaquio Nieto y Martín, vescovo cattolico spagnolo († 1936)
- 1867 - Raul Brandão, giornalista, scrittore e militare portoghese († 1930)
- 1867 - Charles Brown, giocatore di roque statunitense († 1937)
- 1867 - Vehbi Dibra, teologo e politico albanese († 1937)
- 1867 - Giuseppe Squillante, ebanista italiano († 1942)
- 1868 - Victor Whitechurch, scrittore inglese († 1933)
- 1869 - Alfredo Sandulli, avvocato, politico e giurista italiano († 1942)
- 1870 - Giuseppe Cava, poeta e scrittore italiano († 1940)
- 1871 - Kitty Marion, attivista e attrice tedesca († 1944)
- 1873 - Camillo Mandelli, liutaio italiano († 1956)
- 1876 - Josef Franke, architetto tedesco († 1944)
- 1876 - Elbert Lee Trinkle, politico statunitense († 1939)
- 1877 - Wilhelm Frick, politico e criminale di guerra tedesco († 1946)
- 1877 - Ulderico Mazzolani, avvocato e politico italiano († 1952)
- 1878 - Gemma Galgani, mistica e veggente italiana († 1903)
- 1878 - Said Nursi, teologo curdo († 1960)
- 1879 - Alfred Abel, attore e regista tedesco († 1937)
- 1879 - Charles Delestraint, generale e partigiano francese († 1945)
- 1879 - Corrie Gardner, lunghista, ostacolista e giocatore di football australiano australiano († 1960)
- 1879 - Aleksandăr Stambolijski, politico bulgaro († 1923)
- 1879 - Viktor Tausk, psichiatra e psicoanalista slovacco († 1919)
- 1879 - Georges Touquet-Daunis, maratoneta francese († 1917)
- 1879 - William Trew, rugbista a 15 gallese († 1926)
- 1880 - Antoon Dorregeest, sollevatore olandese († 1946)
- 1880 - Victor Fontoynont, presbitero, grecista e teologo francese († 1958)
- 1880 - Nikolaos Georgantas, discobolo, pesista e tiratore di fune greco († 1958)
- 1880 - Rodolfo Grandi, avvocato e politico italiano († 1954)
- 1880 - Henric Horn af Åminne, cavaliere svedese († 1947)
- 1880 - House Peters, attore inglese († 1967)
- 1881 - Gunnar Nordström, fisico finlandese († 1923)
- 1881 - Väinö Tanner, politico finlandese († 1966)
- 1882 - Erwin George Baker, pilota automobilistico, pilota motociclistico e dirigente sportivo statunitense († 1960)
- 1882 - Pavel Janák, architetto ceco († 1956)
- 1882 - Ettore Santi, politico italiano († 1966)
- 1883 - Max Braun, tiratore di fune statunitense († 1967)
- 1883 - Ester Mazzoleni, soprano italiano († 1982)
- 1884 - Gustav Friedrich Hartlaub, storico dell'arte tedesco († 1963)
- 1884 - Nikolaj Petrovič Ottokar, storico russo († 1957)
- 1885 - Curio Barbasetti di Prun, generale italiano († 1953)
- 1885 - Ricardo de Gondra, dirigente sportivo e calciatore spagnolo († 1951)
- 1885 - Alfonso Camillo De Romanis, vescovo cattolico italiano († 1950)
- 1886 - John Eke, mezzofondista svedese († 1964)
- 1886 - Geoffrey Hodson, teosofo, esoterista e scrittore britannico († 1983)
- 1886 - Leopoldine Konstantin, attrice austriaca († 1965)
- 1886 - Kay Nielsen, illustratore danese († 1957)
- 1887 - Bengt Lagercrantz, tiratore a volo svedese († 1924)
- 1887 - Karl-Johan Svensson, ginnasta svedese († 1964)
- 1888 - Karl Fischer, allenatore di calcio austriaco
- 1888 - Hall Johnson, attore e cantante statunitense († 1970)
- 1888 - Hans Knappertsbusch, direttore d'orchestra tedesco († 1965)
- 1888 - Florence Lee, attrice statunitense († 1962)
- 1888 - Alfredo Petrucci, storico dell'arte italiano († 1969)
- 1888 - Erich Rothacker, filosofo tedesco († 1965)
- 1889 - Idris di Libia, re libico († 1983)
- 1890 - William Dudley Pelley, politico, giornalista e scrittore statunitense († 1965)
- 1890 - Evert Taube, compositore, cantante e scrittore svedese († 1976)
- 1891 - Gerhard Berthold, generale tedesco († 1942)
- 1891 - Nino Galizzi, scultore italiano († 1975)
- 1891 - Wilhelm Reinhard, aviatore tedesco († 1918)
- 1892 - Felix Bressart, attore tedesco († 1949)
- 1892 - Dante Carnesecchi, anarchico italiano († 1921)
- 1892 - Sid Castle, allenatore di calcio e calciatore inglese († 1978)
- 1892 - Jacques Hannak, scrittore e giornalista austriaco († 1973)
- 1892 - George White, produttore teatrale statunitense († 1968)
- 1893 - Wilhelmina Asbeek-Brusse, partigiana olandese († 1993)
- 1893 - Jean Brochard, attore francese († 1972)
- 1893 - Léopold Clabots, ginnasta belga
- 1893 - Leonardo D'Addabbo, bibliotecario e politico italiano († 1959)
- 1893 - Erwin Planck, politico tedesco († 1945)
- 1895 - Helmut Brinkmann, ammiraglio tedesco († 1983)
- 1895 - Ed Diddle, cestista, giocatore di football americano e allenatore di pallacanestro statunitense († 1970)
- 1895 - William C. Lee, generale statunitense († 1948)
- 1896 - Jesse Fuller, musicista statunitense († 1976)
- 1897 - René Blancard, attore francese († 1965)
- 1897 - Primo Savani, avvocato, politico e partigiano italiano († 1977)
- 1897 - Polina Žemčužina, politica sovietica († 1970)
- 1898 - Amparo Iturbi, pianista e docente spagnola († 1969)
- 1898 - Dominique Marie Lê Hữu Cung, vescovo cattolico vietnamita († 1987)
- 1898 - Gino Pedroli, fotografo svizzero († 1986)
- 1898 - Art Prud'Homme, pugile canadese († 1978)
- 1898 - Achille Saitta, scrittore, giornalista e commediografo italiano († 1981)
- 1898 - Walter Schimana, militare austriaco († 1948)
- 1898 - Tian Han, drammaturgo e poeta cinese († 1968)
- 1898 - Lü Wencheng, compositore e musicista cinese († 1981)
- 1899 - Anton Mario Lanza, scacchista italiano († 1964)
- 1900 - Rinus van den Berge, velocista olandese († 1972)
- 1900 - Giovanni Cerri, poeta italiano († 1970)
- 1900 - Gustavo Rojas Pinilla, politico e generale colombiano († 1975)

## XX secolo(952)
- 1901 - Giovanni Brezzi, calciatore e allenatore di calcio italiano († 1960)
- 1901 - Galileo Cattabriga, pittore italiano († 1969)
- 1901 - John Osborne, XI duca di Leeds, nobile e politico inglese († 1963)
- 1902 - Cesare Breveglieri, pittore italiano († 1948)
- 1902 - Leslie Fenton, attore e regista statunitense († 1978)
- 1902 - Ivan Pryvalov, calciatore sovietico († 1974)
- 1903 - Andy Clark, attore statunitense († 1960)
- 1903 - Americo Del Ventura, violinista italiano († 1990)
- 1903 - Mario Ferrero, calciatore italiano († 1964)
- 1904 - Adolf Arndt, politico tedesco († 1974)
- 1904 - Ivo Battelli, scenografo italiano († 1994)
- 1904 - Bodo Uhse, scrittore tedesco († 1963)
- 1905 - Mario dell'Arco, architetto e poeta italiano († 1996)
- 1905 - Mario Calzolari, calciatore italiano († 1951)
- 1905 - Tommy Graham, calciatore inglese († 1983)
- 1905 - Allan Roberts, musicista statunitense († 1966)
- 1905 - Takashi Shimura, attore giapponese († 1982)
- 1905 - Alfred Zampa, ingegnere statunitense († 2000)
- 1906 - John Arledge, attore statunitense († 1947)
- 1906 - John William Comber, vescovo cattolico e missionario statunitense († 1998)
- 1906 - Rusty Saunders, cestista e giocatore di baseball statunitense († 1967)
- 1907 - Heitor Canalli, calciatore brasiliano († 1990)
- 1907 - Ricardo Faccio, calciatore e allenatore di calcio uruguaiano († 1970)
- 1907 - Dino Gambetti, pittore italiano († 1988)
- 1907 - Dorrit Hoffleit, astronoma statunitense († 2007)
- 1907 - Marcello Mihalich, allenatore di calcio e calciatore italiano († 1996)
- 1908 - Gianfranco Cimmino, matematico italiano († 1989)
- 1908 - Eugene Conley, tenore statunitense († 1981)
- 1908 - Inez Courtney, attrice statunitense († 1975)
- 1908 - Kurt Stöpel, ciclista su strada tedesco († 1997)
- 1909 - Francesco Alziator, antropologo, filologo e letterato italiano († 1977)
- 1909 - Ennio Bacchio, calciatore italiano
- 1909 - Michael Joseph Begley, vescovo cattolico statunitense († 2002)
- 1909 - Gustave Roth, pugile belga († 1982)
- 1909 - Alexandre Varille, egittologo francese († 1951)
- 1909 - Nicolò Vittori, canottiere italiano († 1988)
- 1909 - Barbara Willard, scrittrice britannica († 1994)
- 1910 - Antonio Bernacchi, calciatore e allenatore di calcio italiano († 1974)
- 1910 - Robert Folz, medievista francese († 1996)
- 1910 - Tony Galento, pugile statunitense († 1979)
- 1910 - László Lékai, cardinale e arcivescovo cattolico ungherese († 1986)
- 1910 - Roger L. Stevens, produttore teatrale e imprenditore statunitense († 1998)
- 1910 - Masayoshi Ōhira, politico giapponese († 1980)
- 1911 - Pietro Di Giacomo, magistrato e politico italiano († 2001)
- 1911 - Gustavo Díaz Ordaz, politico messicano († 1979)
- 1911 - Giuseppe Martinoli, botanico italiano († 1970)
- 1911 - Pietro Maset, militare e partigiano italiano († 1945)
- 1911 - Joshua Meador, effettista statunitense († 1965)
- 1911 - Edmund H. North, sceneggiatore statunitense († 1990)
- 1911 - William Patrick Hitler, inglese († 1987)
- 1912 - Bill S. Ballinger, scrittore e sceneggiatore statunitense († 1980)
- 1912 - Mario Baraldi, calciatore italiano († 1998)
- 1912 - César Benavides, generale e politico cileno († 2011)
- 1912 - Ricardo Bescansa, imprenditore spagnolo († 1986)
- 1912 - Ala Gertner, polacca († 1945)
- 1912 - Aklilu Habte-Wold, politico etiope († 1974)
- 1912 - Joel Mason, giocatore di football americano, cestista e allenatore di pallacanestro statunitense († 1995)
- 1912 - Antonio Meocci, giornalista, scrittore e partigiano italiano († 1988)
- 1912 - Leopoldo Salcedo, attore e produttore cinematografico filippino († 1998)
- 1912 - Antal Szalay, allenatore di calcio e calciatore ungherese († 1960)
- 1913 - Teobaldo Depetrini, calciatore e allenatore di calcio italiano († 1996)
- 1913 - Antoine Franceschetti, calciatore e allenatore di calcio francese
- 1913 - Ernst Lörtscher, calciatore svizzero († 1994)
- 1913 - Agathe von Trapp, cantante e scrittrice austriaca († 2010)
- 1914 - Benedetto Calati, monaco cristiano italiano († 2000)
- 1914 - Frank Soo, calciatore e allenatore di calcio inglese († 1991)
- 1915 - Alberto Burri, artista e pittore italiano († 1995)
- 1915 - Red Byron, pilota automobilistico statunitense († 1960)
- 1915 - Bruno Knežević, allenatore di calcio e calciatore croato († 1982)
- 1915 - Satoshi Matsui, cestista giapponese († 1995)
- 1915 - Teresio Traversa, calciatore italiano († 1977)
- 1916 - Richard Dorson, antropologo statunitense († 1981)
- 1916 - Lev Vajnštejn, tiratore a segno sovietico († 2004)
- 1917 - Giovanni Benedetti, vescovo cattolico, teologo e giornalista italiano († 2017)
- 1917 - Leonard Chess, produttore discografico statunitense († 1969)
- 1917 - Millard Kaufman, sceneggiatore e scrittore statunitense († 2009)
- 1917 - Otakar Nožíř, calciatore cecoslovacco († 2006)
- 1917 - Donato Sanità, militare e partigiano italiano († 1984)
- 1917 - Googie Withers, attrice britannica († 2011)
- 1918 - Martino Aichner, aviatore e imprenditore italiano († 1994)
- 1918 - Frank Overton, attore statunitense († 1967)
- 1918 - Mario Feliciani, attore e doppiatore italiano († 2008)
- 1918 - Willy Fitz, calciatore austriaco († 1993)
- 1918 - Elaine de Kooning, pittrice e scultrice statunitense († 1989)
- 1918 - John C. Lee, militare statunitense († 1973)
- 1918 - Ermenegildo Soncini, architetto italiano († 2013)
- 1918 - Guerrino Tomasoni, ciclista su strada italiano († 1975)
- 1919 - Frank Campanella, attore statunitense († 2006)
- 1919 - Franco Minissi, architetto italiano († 1996)
- 1920 - Serafino Biagioni, ciclista su strada italiano († 1983)
- 1920 - Emilio De Feo, politico italiano († 1987)
- 1920 - Walter Omiccioli, aviatore italiano († 2009)
- 1920 - Françoise d'Eaubonne, attivista francese († 2005)
- 1921 - Gianni Agnelli, imprenditore, socialite e dirigente sportivo italiano († 2003)
- 1921 - Dino Bruseschi, imprenditore e dirigente sportivo italiano († 1997)
- 1921 - Algimantas Dailidė, militare lituano († 2015)
- 1921 - Joe Fagan, calciatore e allenatore di calcio inglese († 2001)
- 1921 - Italo Gallo, grecista e papirologo italiano († 2016)
- 1921 - Mohammad Hashim Maiwandwal, politico afghano († 1973)
- 1921 - Gordon MacRae, attore e cantante statunitense († 1986)
- 1921 - Don McCafferty, giocatore di football americano e allenatore di football americano statunitense († 1974)
- 1922 - Giuseppe Eberle, calciatore e allenatore di calcio italiano
- 1922 - Leopoldo Gamberini, compositore, direttore d'orchestra e direttore di coro italiano († 2012)
- 1922 - Liborio Guccione, scrittore italiano († 1996)
- 1922 - Jack Kerouac, scrittore, poeta e pittore statunitense († 1969)
- 1922 - Elena Recanati Foa Napolitano, dirigente d'azienda italiana († 1983)
- 1923 - Hjalmar Andersen, pattinatore di velocità su ghiaccio norvegese († 2013)
- 1923 - Ugo Attardi, pittore, scultore e scrittore italiano († 2006)
- 1923 - Kleggie Hermsen, cestista statunitense († 1994)
- 1923 - Helen Parrish, attrice statunitense († 1959)
- 1923 - Walter Schirra, astronauta statunitense († 2007)
- 1923 - Vladek Sheybal, attore polacco († 1992)
- 1923 - Michele Dicran Sirinian, ingegnere e militare italiano († 2003)
- 1923 - Mae Young, wrestler statunitense († 2014)
- 1924 - Valerio Bacigalupo, calciatore italiano († 1949)
- 1924 - Jim Bullions, allenatore di calcio e calciatore scozzese († 2014)
- 1924 - Emilio Buttarelli, calciatore italiano
- 1924 - Antonio Fusco, docente, psicologo e poeta italiano († 2018)
- 1925 - Martín Acosta y Lara, cestista uruguaiano († 2005)
- 1925 - Louison Bobet, ciclista su strada francese († 1983)
- 1925 - Lucius Burckhardt, sociologo, economista e urbanista svizzero († 2003)
- 1925 - Georges Delerue, compositore francese († 1992)
- 1925 - Leo Esaki, fisico giapponese
- 1925 - Saverio Ferina, presbitero e letterato italiano († 2016)
- 1925 - Harry Harrison, scrittore, glottoteta e esperantista statunitense († 2012)
- 1926 - George Ariyoshi, politico statunitense
- 1926 - Kengiro Azuma, scultore e pittore giapponese († 2016)
- 1926 - Landon T. Clay, imprenditore e filantropo statunitense († 2017)
- 1926 - John Clellon Holmes, poeta statunitense († 1988)
- 1926 - Giuseppe Del Barone, medico e politico italiano († 2018)
- 1926 - Friedrich Hiller, archeologo tedesco († 2019)
- 1926 - Pierre Léon, linguista e scrittore francese († 2013)
- 1926 - Emilio Pulli, politico italiano († 1998)
- 1926 - Dino Raugi, politico e partigiano italiano († 2007)
- 1926 - Giuseppe Righetti, politico italiano († 2015)
- 1926 - Les Shannon, allenatore di calcio e calciatore inglese († 2007)
- 1926 - Barbara Jo Walker, modella statunitense († 2000)
- 1927 - Raúl Ricardo Alfonsín, politico argentino († 2009)
- 1927 - André Green, psicoanalista francese († 2012)
- 1927 - Aleksandr Tarasov, pentatleta sovietico († 1984)
- 1928 - Edward Albee, drammaturgo statunitense († 2016)
- 1928 - Sy Barry, fumettista statunitense
- 1928 - Chiquito, attore, poeta e regista filippino († 1997)
- 1928 - André Dochy, sollevatore francese († 2011)
- 1928 - Gerhard Harpers, calciatore tedesco († 2016)
- 1928 - Robert Paynter, direttore della fotografia britannico († 2010)
- 1928 - Aldemaro Romero, pianista, compositore e arrangiatore venezuelano († 2007)
- 1928 - Harry Wade, cestista canadese († 2016)
- 1929 - John Eriksson, calciatore e allenatore di calcio svedese († 2020)
- 1929 - Grazia Migneco, attrice e doppiatrice italiana († 2023)
- 1929 - Francisco Pulgar Vidal, compositore e musicologo peruviano († 2012)
- 1930 - Antony Acland, diplomatico inglese († 2021)
- 1930 - Angelo Becciu, politico italiano († 2018)
- 1930 - Stanislas Bober, ciclista su strada francese († 1975)
- 1930 - Carlo Buongiorno, ingegnere italiano († 2011)
- 1930 - Costante Degan, politico e ingegnere italiano († 1988)
- 1930 - Ann Emery, attrice, cantante e ballerina inglese († 2016)
- 1930 - Mario Fioret, politico italiano
- 1930 - Kurt Flasch, storico della filosofia e poeta tedesco
- 1930 - Serge Marquand, attore e produttore cinematografico francese († 2004)
- 1930 - Scoey Mitchell, attore e personaggio televisivo statunitense († 2022)
- 1930 - Manrico Murzi, poeta, scrittore e giornalista italiano
- 1931 - Raffaele Delfino, politico italiano († 2024)
- 1931 - Herbert Dwight Kelleher, dirigente d'azienda statunitense († 2019)
- 1931 - Giuliana Lanata, filologa classica e traduttrice italiana († 2008)
- 1931 - Désiré Ligon, cestista belga († 2018)
- 1931 - Rino Marcelli, attore teatrale italiano († 2016)
- 1931 - Billie Thomas, attore statunitense († 1980)
- 1931 - Giorgio Zaccarelli, politico italiano († 2015)
- 1932 - Marco Dino Brogi, arcivescovo cattolico italiano († 2020)
- 1932 - Bob Houbregs, cestista e dirigente sportivo canadese († 2014)
- 1932 - Pierre Joliot, biologo francese
- 1932 - Carlo Piccioni, calciatore italiano († 2002)
- 1932 - Andrew Young, pastore protestante, politico e diplomatico statunitense
- 1933 - Augusto Blotto, poeta e imprenditore italiano († 2024)
- 1933 - Myrna Fahey, attrice statunitense († 1973)
- 1933 - Barbara Feldon, attrice e scrittrice statunitense
- 1933 - Jesús Gil, imprenditore e politico spagnolo († 2004)
- 1933 - Niède Guidon, archeologa brasiliana († 2025)
- 1933 - Ken Hodgkisson, calciatore inglese († 2018)
- 1934 - Francisco J. Ayala, biologo e filosofo spagnolo († 2023)
- 1934 - Roger Camacho, ex cestista paraguaiano
- 1934 - Don Drummond, trombonista e compositore giamaicano († 1969)
- 1934 - Loriano Macchiavelli, scrittore, drammaturgo e sceneggiatore italiano
- 1935 - Jacques Benveniste, immunologo francese († 2004)
- 1935 - Gérard Frémy, pianista, compositore e percussionista francese († 2014)
- 1935 - Maurice King, cestista statunitense († 2007)
- 1935 - Maria Pia Mapelli, cestista italiana († 2018)
- 1935 - Boris Markarov, pallanuotista sovietico († 2023)
- 1935 - Valentyna Semenivna Ševčenko, politica ucraina († 2020)
- 1936 - Pietro Barcellona, giurista e politico italiano († 2013)
- 1936 - Gianna Cobelli, attrice italiana († 2019)
- 1936 - Horst Dassler, imprenditore tedesco († 1987)
- 1936 - Enzo Doria, produttore cinematografico, attore e sceneggiatore italiano
- 1936 - Virginia Hamilton, scrittrice statunitense († 2002)
- 1936 - Michał Heller, presbitero polacco
- 1936 - Ėrnest Jasan, regista sovietico († 2018)
- 1936 - Renzo Ricchi, giornalista, scrittore e poeta italiano
- 1936 - Eddie Sutton, cestista e allenatore di pallacanestro statunitense († 2020)
- 1937 - Carlo Bonomi, doppiatore italiano († 2022)
- 1937 - Janne Carlsson, attore e musicista svedese († 2017)
- 1937 - Boris Durov, regista sovietico († 2007)
- 1937 - Roy Edwards, hockeista su ghiaccio canadese († 1999)
- 1937 - Zoltán Horváth, schermidore ungherese († 2025)
- 1937 - Rosario Parmegiani, pallanuotista italiano († 2019)
- 1937 - John Richter, cestista statunitense († 1983)
- 1937 - Ingrid Sander, ex schermitrice venezuelana
- 1937 - Zurab Sotkilava, cantante, calciatore e tenore sovietico († 2017)
- 1938 - Patricia Carli, cantante e compositrice italiana
- 1938 - Piera Degli Esposti, attrice e regista teatrale italiana († 2021)
- 1938 - Giuseppe Galtarossa, ex calciatore e dirigente sportivo italiano
- 1938 - Mario Giobbe, giornalista e conduttore radiofonico italiano
- 1938 - Hans Kessler, teologo tedesco
- 1938 - Corrado Pellanera, cestista e allenatore di pallacanestro italiano († 2024)
- 1938 - Johnny Rutherford, pilota automobilistico statunitense
- 1938 - Ken Spears, animatore e produttore televisivo statunitense († 2020)
- 1938 - Liana Trouché, attrice italiana († 1981)
- 1938 - Ron Tutt, batterista statunitense († 2021)
- 1938 - Katherine Woodville, attrice inglese († 2013)
- 1939 - Rino Gioielli, attore italiano († 2016)
- 1939 - Peter Hogg, costituzionalista canadese († 2020)
- 1939 - Veriano Luchetti, tenore italiano († 2012)
- 1939 - Giuseppe Orlandoni, vescovo cattolico italiano
- 1940 - Francesc-Xavier Ciuraneta Aymí, vescovo cattolico spagnolo († 2020)
- 1940 - David Clover, attore statunitense († 2007)
- 1940 - Al Jarreau, cantante statunitense († 2017)
- 1940 - Peter Gwynn-Jones, genealogista britannico († 2010)
- 1941 - Earl Ball, tastierista, cantante e attore statunitense
- 1941 - Claudio Correnti, dirigente sportivo e ex calciatore italiano
- 1941 - Rocco Curcio, politico italiano
- 1941 - Claude Quittet, ex calciatore francese
- 1941 - Josip Skoblar, allenatore di calcio e ex calciatore croato
- 1941 - Andrej Sergeevič Smirnov, attore e regista russo
- 1942 - Gary DeLong, ex calciatore statunitense
- 1942 - José Luiz Del Roio, politico italiano
- 1942 - John McNicol, pilota automobilistico sudafricano († 2001)
- 1942 - Ratko Mladić, generale e criminale di guerra jugoslavo
- 1942 - Ángel Serrano, ex cestista e allenatore di pallacanestro spagnolo
- 1942 - Jacqueline Verots, cestista francese († 2005)
- 1943 - Stanislav Galić, generale serbo
- 1943 - Johnny Jones, ex cestista statunitense
- 1943 - Hacène Lalmas, calciatore e allenatore di calcio algerino († 2018)
- 1943 - Graziella Polesinanti, attrice e doppiatrice italiana
- 1943 - Jimmy Rodgers, ex cestista e allenatore di pallacanestro statunitense
- 1943 - René Souchon, politico francese
- 1944 - Catherine Binet, regista francese († 2006)
- 1944 - André Desvages, ciclista su strada e dirigente sportivo francese († 2018)
- 1944 - Giovanni Dibona, dirigente sportivo e ex sciatore alpino italiano
- 1944 - Jozef Jarabinský, allenatore di calcio e ex calciatore ceco
- 1944 - Tammy Jones, cantante gallese
- 1944 - Julio Larraz, artista cubano
- 1944 - Erwin Mueller, cestista statunitense († 2018)
- 1944 - Kent Nix, ex giocatore di football americano statunitense
- 1944 - Peter Orloff, cantante, paroliere e compositore tedesco
- 1944 - Gadi Zelniker, calciatore israeliano († 2016)
- 1945 - Claude Goasguen, politico e avvocato francese († 2020)
- 1945 - Sammy Gravano, mafioso e collaboratore di giustizia statunitense
- 1945 - Wolfgang Hahn, numismatico austriaco
- 1945 - Timo Kautonen, ex calciatore finlandese
- 1945 - Leif G. W. Persson, scrittore, criminologo e sceneggiatore svedese
- 1945 - Jim Sharman, regista e sceneggiatore australiano
- 1945 - Arkadij Tigaj, regista sovietico
- 1946 - Angelo Angelelli, arbitro di calcio italiano († 2022)
- 1946 - Dean Cundey, direttore della fotografia statunitense
- 1946 - Ernesto Grassani, fumettista italiano
- 1946 - Ludo Martens, storico e politico belga († 2011)
- 1946 - Liza Minnelli, attrice, cantante e ballerina statunitense
- 1946 - Bruno Pellegrino, politico, giornalista e scrittore italiano
- 1946 - Amadeo Rodríguez Magro, vescovo cattolico spagnolo
- 1946 - Frank Welker, attore e doppiatore statunitense
- 1947 - Aleksandr Bološev, cestista e allenatore di pallacanestro sovietico († 2010)
- 1947 - Adela Cortina, filosofa spagnola
- 1947 - Didier Flamand, attore e regista francese
- 1947 - Dante Mircoli, calciatore e allenatore di calcio italiano († 2024)
- 1947 - Carmine Nardone, politico e economista italiano
- 1947 - David Rigert, ex sollevatore sovietico
- 1947 - Mitt Romney, politico e dirigente d'azienda statunitense
- 1947 - Sylvia Čápová-Vizváry, pianista ungherese
- 1948 - William M. Anderson, montatore nordirlandese († 2022)
- 1948 - Virginia Bottomley, politica britannica
- 1948 - Sandra Brown, scrittrice statunitense
- 1948 - Kent Conrad, politico statunitense
- 1948 - Hahn Dae-soo, cantautore sudcoreano
- 1948 - Mark Moseley, ex giocatore di football americano statunitense
- 1948 - Moulay Ahmed Riadh, ex cestista marocchino
- 1948 - James Taylor, cantautore statunitense
- 1949 - Jurij Sergeevič Balašov, scacchista russo
- 1949 - Glenn Chandler, scrittore e drammaturgo scozzese
- 1949 - Rob Cohen, regista, sceneggiatore e produttore cinematografico statunitense
- 1949 - Charles Levin, attore statunitense († 2019)
- 1949 - Jerome Edward Listecki, arcivescovo cattolico statunitense
- 1949 - Carlo Seychell, ex calciatore maltese
- 1949 - Chuck Smith, ex velocista statunitense
- 1950 - Joyce Beatty, politica statunitense
- 1950 - Javier Clemente, allenatore di calcio e ex calciatore spagnolo
- 1950 - Marina D'Amato, sociologa italiana
- 1950 - Mario Fasciano, batterista, polistrumentista e cantante italiano
- 1950 - Jon Provost, attore statunitense
- 1950 - Renato Strada, politico italiano
- 1950 - Traudl Treichl, ex sciatrice alpina tedesca
- 1950 - Ramón da Silva Ramos, ex calciatore brasiliano
- 1951 - Rhonda Byrne, scrittrice australiana
- 1951 - Pietro D'Amico, magistrato italiano († 2013)
- 1951 - Pia Giancaro, attrice e ex modella italiana
- 1951 - Jack Green, musicista e cantautore britannico († 2024)
- 1951 - Pierre-Raymond Villemiane, ex ciclista su strada e ciclocrossista francese
- 1952 - Hulusi Akar, politico e generale turco
- 1952 - Julius Carry, attore statunitense († 2008)
- 1952 - André Comte-Sponville, filosofo francese
- 1952 - Fabio Da Col, ex bobbista italiano
- 1952 - Nadka Golčeva, ex cestista bulgara
- 1952 - Dahir Riyale Kahin, politico somalo
- 1952 - Franz-Josef Niemann, presbitero e teologo tedesco
- 1952 - Yasuhiko Okudera, dirigente sportivo, allenatore di calcio e ex calciatore giapponese
- 1952 - Patricia Schonstein, scrittrice e poetessa zimbabwese
- 1952 - Diego Umaña, allenatore di calcio e ex calciatore colombiano
- 1952 - Salvatore Vinci, militare italiano († 1989)
- 1953 - John Andersen, ex calciatore danese
- 1953 - Jim Delaney, ex tennista statunitense
- 1953 - Néjib Ghommidh, ex calciatore tunisino
- 1953 - Carl Hiaasen, giornalista e scrittore statunitense
- 1953 - Ron Jeremy, attore pornografico statunitense
- 1953 - Ryan Paris, cantante italiano
- 1953 - Pavel Pinigin, ex lottatore sovietico
- 1953 - Irina Ponarovskaja, cantante e attrice russa
- 1953 - José Luis Retana Gozalo, vescovo cattolico spagnolo
- 1953 - Kenneth Rogoff, economista e scacchista statunitense
- 1953 - Riccardo Schicchi, regista, fotografo e imprenditore italiano († 2012)
- 1953 - Fulvio Wetzl, regista, produttore cinematografico e sceneggiatore italiano
- 1954 - Michel Bitbol, filosofo francese
- 1954 - Jacky Calatayud, attore francese
- 1954 - Bart Carpentier Alting, bobbista e slittinista olandese
- 1954 - Inese Galante, soprano lettone
- 1954 - Anish Kapoor, scultore britannico
- 1954 - Joseph Ngute, politico camerunese
- 1954 - Rolf Sohlman, attore e regista svedese
- 1955 - Giuseppe Maria Morganti, politico sammarinese
- 1955 - Gaspard Musabyimana, scrittore ruandese
- 1955 - Janina Ochojska, politica polacca
- 1956 - Ove Aunli, ex fondista norvegese
- 1956 - Stanisław Bobak, saltatore con gli sci polacco († 2010)
- 1956 - Ermes Colombini, astronomo italiano
- 1956 - Malika Domrane, cantante algerina
- 1956 - Jost Gippert, linguista tedesco
- 1956 - Steve Harris, bassista, compositore e produttore discografico britannico
- 1956 - László Kiss, allenatore di calcio e ex calciatore ungherese
- 1956 - Ilana Kloss, ex tennista sudafricana
- 1956 - Fritz Koch, ex combinatista nordico e saltatore con gli sci austriaco
- 1956 - Nadia Lippi, attrice e conduttrice televisiva brasiliana
- 1956 - Lesley Manville, attrice britannica
- 1956 - Ruth Ozeki, scrittrice e regista statunitense
- 1956 - Edoardo Pecar, illusionista italiano
- 1956 - Pia Pera, scrittrice, saggista e traduttrice italiana († 2016)
- 1956 - Vincenzo Romano, ex calciatore italiano
- 1956 - Guy Speranza, cantante statunitense († 2003)
- 1956 - Pim Verbeek, allenatore di calcio e calciatore olandese († 2019)
- 1957 - Leslie Allen, ex tennista statunitense
- 1957 - Patrick Battiston, ex calciatore francese
- 1957 - Kevin Carlson, cantante, polistrumentista e compositore statunitense († 2010)
- 1957 - Val Demings, politica statunitense
- 1957 - Giuseppe Donatelli, allenatore di calcio e ex calciatore italiano
- 1957 - Kei Fujiwara, attrice, sceneggiatrice e regista giapponese
- 1957 - Ricky Gallon, cestista statunitense († 2025)
- 1957 - Marlon Jackson, cantautore, ballerino e coreografo statunitense
- 1957 - Jerry Levine, regista e attore statunitense
- 1957 - Andrej Lopatov, cestista sovietico († 2022)
- 1957 - Pat Mickan, ex cestista australiana
- 1957 - Devdutt Pattanaik, storico e saggista indiano
- 1957 - Ashish Rajadhyaksha, storico del cinema indiano
- 1957 - Jan Vingaard, allenatore di calcio, ex calciatore e ex giocatore di calcio a 5 danese
- 1957 - Rickey Williams, ex cestista statunitense
- 1958 - Phil Anderson, ex ciclista su strada e dirigente sportivo australiano
- 1958 - Dileita Mohamed Dileita, politico gibutiano
- 1958 - Andy Emler, pianista, organista e direttore d'orchestra francese
- 1958 - Maurizio Giovannelli, ex calciatore italiano
- 1958 - J.D. Kimball, cantante statunitense († 2003)
- 1958 - Thomas Metzinger, filosofo tedesco
- 1958 - Matt Millen, ex giocatore di football americano e dirigente sportivo statunitense
- 1958 - Nathaniel Muir, ex mezzofondista britannico
- 1958 - Adolfo Parmaliana, politico italiano († 2008)
- 1958 - William Salomoni, ex pallanuotista e allenatore di pallanuoto italiano
- 1958 - Paweł Samecki, economista e politico polacco
- 1958 - Kathrin Schmidt, scrittrice e poetessa tedesca
- 1959 - Giulio Albanese, missionario e giornalista italiano
- 1959 - Dennis Alexio, ex kickboxer e attore statunitense
- 1959 - Luenell Campbell, attrice statunitense
- 1959 - Milorad Dodik, politico bosniaco
- 1959 - Fabio Fabene, arcivescovo cattolico italiano
- 1959 - Alessandro Forlani, politico italiano
- 1959 - Rosario Rojas, ex cestista boliviana
- 1959 - Igor Vraniak, ex cestista cecoslovacco
- 1959 - Michael Walter, slittinista tedesco orientale († 2016)
- 1959 - Pema Lhaden Wangchuck, principessa bhutanese
- 1959 - Van Winitsky, ex tennista statunitense
- 1960 - Jason Beghe, attore statunitense
- 1960 - Guido Bistazzoni, allenatore di calcio e ex calciatore italiano
- 1960 - Ennio Capasa, stilista e designer italiano
- 1960 - Minoru Niihara, cantante giapponese
- 1960 - Maki Nomiya, cantante giapponese
- 1960 - Courtney B. Vance, attore statunitense
- 1960 - Javier Velásquez, politico e avvocato peruviano
- 1961 - Daniel Aréjula, ex cestista argentino
- 1961 - Mustafa Bešić, ex hockeista su ghiaccio sloveno
- 1961 - Gilberto Gerali, ex giocatore di baseball e allenatore di baseball italiano
- 1961 - Mimosa Martini, giornalista e scrittrice italiana
- 1961 - Michael Mortensen, ex tennista danese
- 1961 - Hans Karl Peterlini, giornalista, scrittore e pedagogo italiano
- 1961 - Francisco José Villas-Boas Senra de Faria Coelho, arcivescovo cattolico portoghese
- 1962 - Marcello Bartalini, ex ciclista su strada italiano
- 1962 - Julia Campbell, attrice statunitense
- 1962 - Riccardo Caneva, cestista italiano
- 1962 - Zoran Čutura, ex cestista croato
- 1962 - Carlo Della Valle, ex cestista italiano
- 1962 - Lorenzo Hampton, ex giocatore di football americano statunitense
- 1962 - Andreas Köpke, allenatore di calcio e ex calciatore tedesco
- 1962 - Anne-Marie Lagrange, astrofisica francese
- 1962 - Graham Nolan, fumettista statunitense
- 1962 - Aliaksandr Patašou, ex marciatore bielorusso
- 1962 - Chris Sanders, regista, sceneggiatore e produttore cinematografico statunitense
- 1962 - Roberto Santamaría Calavia, ex calciatore spagnolo
- 1962 - Irma de Vroet, ex cestista olandese
- 1962 - Carlos Vázquez, ex calciatore uruguaiano
- 1962 - Titus Welliver, attore statunitense
- 1963 - John Andretti, pilota automobilistico statunitense († 2020)
- 1963 - Marc Angel, politico lussemburghese
- 1963 - Emanuele Barison, fumettista italiano
- 1963 - Candy Costie, sincronetta statunitense
- 1963 - Joaquim Cruz, ex mezzofondista brasiliano
- 1963 - Chris Fearne, medico e politico maltese
- 1963 - Ian Holloway, allenatore di calcio e ex calciatore inglese
- 1963 - Randall Kenan, scrittore statunitense († 2020)
- 1963 - Farahnaz Pahlavi, iraniana
- 1963 - Rinaldo Piras, scultore italiano († 2001)
- 1963 - Patricia Robertson, astronauta e fisica statunitense († 2001)
- 1963 - Kazik Staszewski, cantautore e produttore discografico polacco
- 1963 - Greg Ion, ex calciatore canadese
- 1963 - Eric Wiebes, politico olandese
- 1964 - Alessandro Boni, ex cestista e dirigente sportivo italiano
- 1964 - Dieter Eckstein, ex calciatore tedesco
- 1964 - Mike Geier, cantante statunitense
- 1964 - Nello Guidotti, ex cestista italiano
- 1964 - Francesca Leone, artista e pittrice italiana
- 1964 - Beth Madsen, ex sciatrice alpina statunitense
- 1964 - Francesco Piccolo, scrittore, sceneggiatore e autore televisivo italiano
- 1964 - Natallja Syčova, ex biatleta bielorussa
- 1964 - Karl Zinny, produttore discografico e attore italiano
- 1965 - Rolands Bulders, ex calciatore lettone
- 1965 - Madaski, cantante, tastierista e produttore discografico italiano
- 1965 - Fran Harris, ex cestista e conduttrice televisiva statunitense
- 1965 - Andrea Martinelli, artista italiano
- 1965 - Vince Nastoski, ex giocatore di calcio a 5 australiano
- 1965 - Ivari Padar, politico estone
- 1965 - Roswitha Schreiner, attrice tedesca
- 1965 - Molly Van Nostrand, ex tennista statunitense
- 1965 - Mirta Wons, attrice argentina
- 1966 - Chen I-lan, ex cestista taiwanese
- 1966 - David Daniels, contraltista statunitense
- 1966 - Chris Jacke, ex giocatore di football americano statunitense
- 1966 - Sulejman Kerimov, imprenditore, dirigente sportivo e politico russo
- 1966 - Dominique Lemoine, ex calciatore belga
- 1966 - Grant Long, ex cestista statunitense
- 1966 - Felice Mazzù, allenatore di calcio e ex calciatore italiano
- 1966 - Luis Milla, allenatore di calcio e ex calciatore spagnolo
- 1966 - Celio Roncancio, ciclista su strada colombiano († 2014)
- 1966 - John Joale Tlhomola, vescovo cattolico lesothiano
- 1967 - Jorge Dely Valdés, allenatore di calcio e ex calciatore panamense
- 1967 - Julio César Dely Valdés, allenatore di calcio e ex calciatore panamense
- 1967 - Jenny Erpenbeck, scrittrice e regista teatrale tedesca
- 1967 - Aldo Firicano, allenatore di calcio e ex calciatore italiano
- 1967 - Massimiliano Frezzato, fumettista italiano († 2024)
- 1967 - Rick Worthy, attore statunitense
- 1968 - Dylan Carlson, chitarrista e cantante statunitense
- 1968 - Sergio Chianella, velocista e ex bobbista italiano
- 1968 - Tammy Duckworth, politica e militare statunitense
- 1968 - Aaron Eckhart, attore statunitense
- 1968 - Ólafur Gottskálksson, ex calciatore islandese
- 1968 - Merton Hanks, ex giocatore di football americano statunitense
- 1968 - Takeshi Honda, animatore e character designer giapponese
- 1968 - Jason Lively, attore statunitense
- 1968 - Trần Nữ Yên Khê, attrice e costumista vietnamita
- 1969 - Fabrizio Cornegliani, paraciclista italiano
- 1969 - Graham Coxon, cantautore, chitarrista e pittore britannico
- 1969 - Stéphane Exartier, ex sciatore alpino francese
- 1969 - Giuseppe Fiorello, attore, produttore cinematografico e sceneggiatore italiano
- 1969 - Jake Tapper, giornalista, scrittore e fumettista statunitense
- 1969 - Beatrix Kökény, ex pallamanista ungherese
- 1969 - Liang Jun, ex schermitrice cinese
- 1969 - Matt McDonough, batterista statunitense
- 1969 - Akemi Okamura, doppiatrice giapponese
- 1969 - Muhammad Oliver, ex giocatore di football americano statunitense
- 1969 - Aleksandr Šmarko, ex calciatore russo
- 1970 - André Biancarelli, allenatore di calcio e ex calciatore francese
- 1970 - Marine Delterme, attrice francese
- 1970 - Dave Eggers, scrittore, editore e saggista statunitense
- 1970 - Tobias Kaufmann, hockeista su ghiaccio, hockeista in-line e dirigente sportivo italiano († 2013)
- 1970 - Roy Khan, cantante norvegese
- 1970 - Dimitri Lambrecht, ex cestista belga
- 1970 - Wayne McGregor, coreografo britannico
- 1970 - Cinzia Poli, conduttrice radiofonica e disegnatrice italiana
- 1970 - Aki Takayama, sincronetta giapponese
- 1970 - Giorgio Vasta, scrittore, curatore editoriale e docente italiano
- 1970 - Rex Walters, ex cestista e allenatore di pallacanestro statunitense
- 1970 - Troy Winbush, attore statunitense
- 1971 - Luis Galarreta, politico peruviano
- 1971 - Bertrand Mandico, regista e sceneggiatore francese
- 1971 - Raúl Mondesí, ex giocatore di baseball e politico dominicano
- 1971 - Isaiah Rider, ex cestista statunitense
- 1971 - Yūsuke Santamaria, attore, conduttore televisivo e cantante giapponese
- 1971 - Jurij Tiškov, procuratore sportivo e calciatore russo († 2003)
- 1971 - Dragutin Topić, altista serbo
- 1971 - Steve Tucker, bassista e cantante statunitense
- 1972 - Abdel-Hamid Bassiouny, allenatore di calcio e ex calciatore egiziano
- 1972 - Isabelle Ciaravola, ex ballerina francese
- 1972 - Alberto López de Munain, ex ciclista su strada spagnolo
- 1972 - Larry Murphy, attore, doppiatore e comico statunitense
- 1972 - Eva Němcová, ex cestista ceca
- 1972 - Nunzio, wrestler statunitense
- 1972 - Doron Sheffer, ex cestista israeliano
- 1973 - Vytautas Apanavičius, ex calciatore lituano
- 1973 - Ardian Behari, ex calciatore albanese
- 1973 - Jones Mwewa, calciatore zambiano († 2011)
- 1973 - Márcio Faria de Azevedo, ex cestista brasiliano
- 1973 - Maggie Nelson, scrittrice e poetessa statunitense
- 1973 - Santi Pulvirenti, compositore italiano
- 1973 - Javier Saavedra, ex calciatore messicano
- 1973 - Igor Zaniolo, ex calciatore italiano
- 1974 - Charles Akonnor, allenatore di calcio e ex calciatore ghanese
- 1974 - Walid Badir, ex calciatore palestinese
- 1974 - Marko Bošnjak, giurista e magistrato sloveno
- 1974 - Monika Brosovszky, ex cestista rumena
- 1974 - Chris Carr, ex cestista statunitense
- 1974 - Marjan Gerasimovski, ex calciatore macedone
- 1974 - Gabriella Greison, scrittrice e giornalista italiana
- 1974 - Jeremy Hunt, dirigente sportivo e ex ciclista su strada britannico
- 1974 - Martina Koschuttnigg, ex sciatrice alpina austriaca
- 1974 - Heidi Marnhout, attrice statunitense
- 1974 - Nacho Rodilla, ex cestista e allenatore di pallacanestro spagnolo
- 1974 - Vincenzo Spadafora, politico italiano
- 1974 - Diana Widmaier-Picasso, storica dell'arte e saggista francese
- 1975 - Victoria Cabello, conduttrice televisiva italiana
- 1975 - Barbara Di Bartolo, attrice italiana
- 1975 - Sigmundur Davíð Gunnlaugsson, politico islandese
- 1975 - Martin Hansson, ex sciatore alpino svedese
- 1975 - Edgaras Jankauskas, allenatore di calcio e ex calciatore lituano
- 1975 - Egidijus Juška, ex calciatore lituano
- 1975 - Víctor Lapeña, allenatore di pallacanestro spagnolo
- 1975 - Cecilie Leganger, ex pallamanista norvegese
- 1975 - Marc Menard, modello e attore canadese
- 1975 - Amanda Milling, politica britannica
- 1975 - André Poggenburg, politico tedesco
- 1975 - Yen Tan, regista, sceneggiatore e produttore cinematografico malese
- 1975 - Sara Ventura, conduttrice radiofonica italiana
- 1975 - Attila Zubor, ex nuotatore ungherese
- 1976 - María Adánez, attrice spagnola
- 1976 - Garth Anderson, calciatore britannico
- 1976 - Simone Behringer, ex sciatrice alpina tedesca
- 1976 - Ben Ellwood, ex tennista australiano
- 1976 - Andreas Erm, marciatore tedesco
- 1976 - Mariana González Oliva, ex hockeista su prato argentina
- 1976 - Joanne King, triatleta australiana
- 1976 - Cédric Meilleur, ex sciatore alpino francese
- 1976 - Aida Mohamed, schermitrice ungherese
- 1976 - Zhao Wei, attrice, cantante e regista cinese
- 1976 - Gökhan Üçoklar, ex cestista turco
- 1977 - Marián Aguilera, attrice spagnola
- 1977 - Adlim Benítez, schermitrice cubana
- 1977 - Michelle Burgher, velocista giamaicana
- 1977 - Ramiro Corrales, ex calciatore statunitense
- 1977 - Amdy Faye, ex calciatore senegalese
- 1977 - Pedro Torrão, ex calciatore portoghese
- 1977 - Abdulhamit Gül, politico turco
- 1977 - Pamela Habibović, biochimica bosniaca
- 1977 - Ben Kenney, musicista statunitense
- 1977 - Rita König, schermitrice tedesca
- 1977 - Antonio Mateu Lahoz, ex arbitro di calcio spagnolo
- 1977 - Sergej Vadimovič Sokolov, ex calciatore russo
- 1978 - Daniel Becke, ex pistard tedesco
- 1978 - Joel Estay, ex calciatore cileno
- 1978 - Marco Ferreira, ex calciatore portoghese
- 1978 - Ricardo Katza, ex calciatore sudafricano
- 1978 - Carien Kleibeuker, pattinatrice di velocità su ghiaccio olandese
- 1978 - Janne Madsen, ex calciatrice danese
- 1978 - Mandaryna, cantante polacca
- 1978 - Georgi Markov, ex sollevatore bulgaro
- 1978 - Namkoong Min, attore sudcoreano
- 1978 - Shea Ralph, ex cestista e allenatrice di pallacanestro statunitense
- 1978 - Claudio Sanchez, cantautore, musicista e compositore statunitense
- 1978 - Germán Sciutto, allenatore di pallacanestro e ex cestista argentino
- 1978 - Paolo Stella, attore e scrittore italiano
- 1978 - Arina Tanemura, fumettista giapponese
- 1978 - Cristina Teuscher, nuotatrice statunitense
- 1979 - Lahouari Bahlaz, atleta paralimpico algerino
- 1979 - Charlie Bell, ex cestista e allenatore di pallacanestro statunitense
- 1979 - Rhys Coiro, attore statunitense
- 1979 - Armand Deumi, ex calciatore camerunese
- 1979 - Pete Doherty, cantautore e musicista inglese
- 1979 - Jamie Dwyer, hockeista su prato australiano
- 1979 - Gerard López, allenatore di calcio e ex calciatore spagnolo
- 1979 - Seth Johnson, ex calciatore inglese
- 1979 - Enrico Kern, allenatore di calcio e ex calciatore tedesco
- 1979 - Liu Xuan, ex ginnasta cinese
- 1979 - Nidia, ex wrestler statunitense
- 1979 - Irina Poltorackaja, pallamanista e allenatrice di pallamano russa
- 1979 - Ben Sandford, skeletonista neozelandese
- 1979 - Staf Scheirlinckx, ex ciclista su strada belga
- 1979 - Cecilia Strada, filantropa, attivista e politica italiana
- 1979 - Mike Mago, disc jockey e produttore discografico olandese
- 1979 - Edwin Villafuerte, ex calciatore ecuadoriano
- 1979 - Tim Wieskötter, canoista tedesco
- 1980 - Francesco Abrignani, fumettista italiano
- 1980 - Carlos César dos Santos, ex calciatore brasiliano
- 1980 - Samantha Castillo, attrice venezuelana
- 1980 - Cristian Fiél, allenatore di calcio e ex calciatore tedesco
- 1980 - Benjamin Freidenberg, regista e sceneggiatore israeliano
- 1980 - Hafizah Sururul Bolkiah, principessa bruneiana
- 1980 - Ermin Jazvin, ex cestista bosniaco
- 1980 - Kevin Lyde, ex cestista statunitense
- 1980 - California Molefe, ex velocista botswano
- 1980 - Jens Mouris, ex pistard e ciclista su strada olandese
- 1980 - Jérémie N'Jock, ex calciatore camerunese
- 1980 - John-Paul Lavoisier, attore statunitense
- 1980 - Andrej Žekov, pallavolista bulgaro
- 1981 - Julio Aldama, ex calciatore cubano
- 1981 - Jamie Carey, ex cestista e allenatrice di pallacanestro statunitense
- 1981 - Xavier Daramy, ex hockeista su ghiaccio francese
- 1981 - Denis Eršov, ex cestista russo
- 1981 - Aaron Harper, cestista statunitense († 2023)
- 1981 - Kenta Kobayashi, wrestler giapponese
- 1981 - Maurizio Lauro, allenatore di calcio e ex calciatore italiano
- 1981 - J.P. Losman, ex giocatore di football americano statunitense
- 1981 - Thomas Mobley, ex cestista statunitense
- 1981 - Szabolcs Mészáros, astronomo ungherese
- 1981 - Anselmo Ralph, cantante angolano
- 1981 - Chiwa Saitō, doppiatrice giapponese
- 1981 - Moses Sakyi, ex calciatore ghanese
- 1981 - Katarina Srebotnik, ex tennista slovena
- 1981 - Michał Stasiak, calciatore polacco
- 1981 - Peter Waterfield, ex tuffatore britannico
- 1981 - Holly Williams, cantautrice e musicista statunitense
- 1982 - Doaa Ahmed Maher, lottatrice egiziana
- 1982 - Olga Alekseeva, schermitrice estone
- 1982 - Odartey Blankson, ex cestista statunitense
- 1982 - Erald Deliallisi, ex calciatore albanese
- 1982 - Melissa Elias, attrice canadese
- 1982 - Vincent Euvrard, allenatore di calcio e ex calciatore belga
- 1982 - Manuel Iori, allenatore di calcio e ex calciatore italiano
- 1982 - Bikash Jairu, calciatore indiano
- 1982 - Martin Kovačev, ex calciatore bulgaro
- 1982 - Amy LePeilbet, ex calciatrice statunitense
- 1982 - Samm Levine, attore statunitense
- 1982 - Luis Gerardo Méndez, attore e produttore cinematografico messicano
- 1982 - Il'ja Nikulin, hockeista su ghiaccio russo
- 1982 - Lucas Pantelis, ex calciatore australiano
- 1982 - Daisaku Sakai, pilota motociclistico giapponese
- 1982 - Hisato Satō, ex calciatore giapponese
- 1982 - Yūto Satō, ex calciatore giapponese
- 1982 - Erick Stevens, wrestler statunitense
- 1983 - Aleh Achrem, pallavolista bielorusso
- 1983 - Atif Aslam, cantante e attore cinematografico pakistano
- 1983 - Paulo Jorge Camões Martins, ex giocatore di calcio a 5 portoghese
- 1983 - Brendan Cook, ex hockeista su ghiaccio canadese
- 1983 - Adriano Facchini, ex calciatore brasiliano
- 1983 - Ron Funches, comico, attore e doppiatore statunitense
- 1983 - Fatah Gharbi, calciatore tunisino
- 1983 - Bojan Jordanov, pallavolista bulgaro
- 1983 - Mikko Koivu, hockeista su ghiaccio finlandese
- 1983 - Sukhwinder Singh, calciatore indiano
- 1984 - Jaimie Alexander, attrice statunitense
- 1984 - Patrizia Caccamo, calciatrice italiana
- 1984 - Shareefa, cantante statunitense
- 1984 - Shreya Ghoshal, cantante indiana
- 1984 - Yusleinis Herrera, pallavolista cubana
- 1984 - Lorenzo Maggioni, arbitro di calcio italiano
- 1984 - Davide Marra, pallavolista italiano
- 1984 - Aggrey Morris, ex calciatore tanzaniano
- 1984 - Mohammad Nasser, calciatore iracheno
- 1984 - Rafan Sidibé, calciatore maliano
- 1984 - Crystal Smith, ex cestista statunitense
- 1985 - Macarena Aguilar, pallamanista spagnola
- 1985 - Aleksandr Bucharov, ex calciatore russo
- 1985 - Choi Cheol-han, goista sudcoreano
- 1985 - Ed Clancy, ex pistard e ciclista su strada britannico
- 1985 - Xavier Corosine, ex cestista francese
- 1985 - Fabrizio Franzoni, rugbista a 15 italiano
- 1985 - Andrea Montovoli, attore italiano
- 1985 - İpek Soroğlu, pallavolista turca
- 1985 - Tonino Sorrentino, ex calciatore italiano
- 1985 - Stromae, cantautore, produttore discografico e rapper belga
- 1985 - Bradley Wright-Phillips, dirigente sportivo e ex calciatore inglese
- 1986 - Martynas Andriuškevičius, ex cestista lituano
- 1986 - Campbell Best, calciatore cookese
- 1986 - Julien Bestron, ex cestista francese
- 1986 - Josip Brezovec, ex calciatore croato
- 1986 - Oleh Dopilka, ex calciatore ucraino
- 1986 - Danny Jones, musicista britannico
- 1986 - Cayenne Klein, attrice pornografica ungherese
- 1986 - Amparo López Jiménez, ex giocatrice di calcio a 5 spagnola
- 1986 - Chantel McGregor, cantautrice e chitarrista britannica
- 1986 - Sebastián Montesinos, ex calciatore cileno
- 1986 - Ben Offereins, velocista australiano
- 1986 - Giona Ostinelli, compositore e polistrumentista svizzero
- 1986 - Ciro Priello, attore, personaggio televisivo e youtuber italiano
- 1986 - Giuseppe Ragone, attore italiano
- 1986 - František Rajtoral, calciatore ceco († 2017)
- 1987 - Younis Mubarak Al-Mahaijri, calciatore omanita
- 1987 - Marta Barone, scrittrice italiana
- 1987 - Manuele Boaro, ex ciclista su strada italiano
- 1987 - Johannes Dürr, ex fondista austriaco
- 1987 - Baptiste Geiler, pallavolista francese
- 1987 - Jessica Hardy, ex nuotatrice statunitense
- 1987 - Maxwell Holt, pallavolista statunitense
- 1987 - Max Kouguere, cestista della Repubblica del Congo
- 1987 - Petter Lindstad, giocatore di calcio a 5 e calciatore norvegese
- 1987 - Cristian Matei, giocatore di calcio a 5 romeno
- 1987 - Joseph Nane, allenatore di calcio e ex calciatore camerunese
- 1987 - Chris Seitz, ex calciatore statunitense
- 1987 - Pablo Velázquez, calciatore paraguaiano
- 1987 - Rico Vonck, ex giocatore di freccette olandese
- 1987 - Teymur Rəcəbov, scacchista azero
- 1987 - Vadim Šipačëv, hockeista su ghiaccio russo
- 1988 - Tareq Ahmed, calciatore emiratino
- 1988 - Sebastian Brendel, canoista tedesco
- 1988 - Cristian Chagas Tarouco, calciatore brasiliano
- 1988 - Eoin Doyle, ex calciatore irlandese
- 1988 - Ruth Gilligan, scrittrice irlandese
- 1988 - Margarita Ilieva, ex cestista bulgara
- 1988 - Elly Jackson, cantante britannica
- 1988 - Kim Ji-yeon, schermitrice sudcoreana
- 1988 - Genséric Kusunga, ex calciatore svizzero
- 1988 - Maryna Litvinchuk, canoista bielorussa
- 1988 - Patrycja Maliszewska, pattinatrice di short track polacca
- 1988 - Toby Markham, pilota motociclistico britannico
- 1988 - Kōstas Mītroglou, ex calciatore greco
- 1988 - Juan Pattillo, ex cestista statunitense
- 1988 - Oualid Saadouni, giocatore di calcio a 5 olandese
- 1988 - Ritchie Torres, politico statunitense
- 1988 - Emiljano Vila, calciatore albanese
- 1988 - Myles Weston, calciatore antiguo-barbudano
- 1989 - Carlota Baró, attrice spagnola
- 1989 - Vytautas Černiauskas, calciatore lituano
- 1989 - Chen Jianghua, ex cestista cinese
- 1989 - Tyler Clary, ex nuotatore statunitense
- 1989 - Evgenij Dadonov, hockeista su ghiaccio russo
- 1989 - Richard Eckersley, ex calciatore inglese
- 1989 - Nathan Haas, ciclista su strada australiano
- 1989 - Anas Hamoudeh, ex nuotatore giordano
- 1989 - Rahavi Kifoueti, ex calciatore francese
- 1989 - Dzmitryj Korabaŭ, hockeista su ghiaccio bielorusso
- 1989 - Siim Luts, calciatore estone
- 1989 - Kim André Madsen, calciatore norvegese
- 1989 - Silvia Meseguer, ex calciatrice spagnola
- 1989 - Bella Moretti, ex attrice pornografica e modella statunitense
- 1989 - Blessing Oborududu, lottatrice nigeriana
- 1989 - Boubacar Talatou, calciatore nigerino
- 1989 - Alejandro Yepes, giocatore di calcio a 5 spagnolo
- 1990 - Renzo Cairus, giocatore di beach volley uruguaiano
- 1990 - Livio Cori, rapper e attore italiano
- 1990 - Bernardo Frizoni, calciatore brasiliano
- 1990 - Will Hanley, ex cestista statunitense
- 1990 - Dont'a Hightower, ex giocatore di football americano statunitense
- 1990 - Marvin Jones, giocatore di football americano statunitense
- 1990 - Irakli Kvekveskiri, calciatore georgiano
- 1990 - Josh Kaddu, giocatore di football americano statunitense
- 1990 - El Mehdi Karnas, calciatore marocchino
- 1990 - Dawid Kubacki, saltatore con gli sci polacco
- 1990 - Laura Laprida, attrice, modella e radiologa argentina
- 1990 - Alice Longo, ex fondista italiana
- 1990 - Kim Mestdagh, cestista belga
- 1990 - Ilija Nestorovski, calciatore macedone
- 1990 - Milena Knežević, pallamanista montenegrina
- 1990 - Kai-Fabian Schulz, calciatore tedesco
- 1990 - Mikko Sumusalo, calciatore finlandese
- 1990 - Ruggero Trevisan, ex rugbista a 15 italiano
- 1990 - Houcine Zidoune, ex calciatore marocchino
- 1991 - Alofa Alofa, rugbista a 15 neozelandese
- 1991 - Luis Fariña, calciatore argentino
- 1991 - Leandro Miguel Fernández, calciatore argentino
- 1991 - Miha Goropevšek, calciatore sloveno
- 1991 - Jarmar Gulley, cestista statunitense
- 1991 - Lauren Holt, attrice e comica statunitense
- 1991 - Sarolta Kovács, pentatleta ungherese
- 1991 - Felix Kroos, ex calciatore tedesco
- 1991 - Kahena Kunze, velista brasiliana
- 1991 - Jevhen Pavlov, calciatore ucraino
- 1991 - Hanna Pys'mens'ka, tuffatrice ucraina
- 1991 - Gastón Suso, calciatore argentino
- 1991 - Neftali Teja, ex calciatore messicano
- 1992 - Willian Arão, calciatore brasiliano
- 1992 - Daniele Baselli, calciatore italiano
- 1992 - Artemij Sergeevič Beljakov, danzatore russo
- 1992 - Lucas Bolo, giocatore di calcio a 5 argentino
- 1992 - Crislan, calciatore brasiliano
- 1992 - Gabriela Cursaru, ex cestista rumena
- 1992 - Jordan Ferri, calciatore francese
- 1992 - Jelani Jenkins, ex giocatore di football americano statunitense
- 1992 - Giovanni León, ex calciatore messicano
- 1992 - Ciara Mageean, mezzofondista irlandese
- 1992 - Torgil Øwre Gjertsen, giocatore di calcio a 5 e calciatore norvegese
- 1992 - Ondřej Petrák, calciatore ceco
- 1992 - Dennys Quiñónez, calciatore ecuadoriano
- 1992 - Seityasen Singh, calciatore indiano
- 1992 - Jiří Skalák, calciatore ceco
- 1992 - Martin Sonnerer, ex pallamanista italiano
- 1992 - Malina Terrell, pallavolista statunitense
- 1992 - Cedric Tylleman, attore belga
- 1992 - Daniils Ulimbaševs, calciatore lettone
- 1992 - Miha Vašl, cestista sloveno
- 1992 - Yosvany Veitía, pugile cubano
- 1993 - Nikolai Alho, calciatore finlandese
- 1993 - Rodrigo Arciero, calciatore argentino
- 1993 - Alex Bellemare, sciatore freestyle canadese
- 1993 - Ignacio Cacheiro, calciatore argentino
- 1993 - Martín Cuello, cestista argentino
- 1993 - Max DiLeo, cestista statunitense
- 1993 - Christelle Diallo, cestista francese
- 1993 - Rellie Kaputin, lunghista e triplista papuana
- 1993 - Laylow, rapper e cantante francese
- 1993 - Mamadou Mbodj, calciatore senegalese
- 1993 - Tyler Miller, calciatore statunitense
- 1993 - Agustín Módula, calciatore argentino
- 1993 - Kemy Osse, cestista canadese
- 1993 - Enriko Papa, calciatore albanese
- 1993 - Teodora Pušić, pallavolista serba
- 1993 - Matías Rosso, ex calciatore argentino
- 1993 - Abdullahi Shehu, calciatore nigeriano
- 1993 - Song Myung-geun, pallavolista sudcoreano
- 1993 - Anton Šramčanka, calciatore bielorusso
- 1993 - Mattia Stefanelli, calciatore sammarinese
- 1993 - Jeppe Tverskov, calciatore danese
- 1993 - Ray Vanegas, calciatore colombiano
- 1993 - Rafael Vilela, giocatore di calcio a 5 brasiliano
- 1994 - Andrea Amato, cestista italiano
- 1994 - Katie Archibald, pistard e ciclista su strada britannica
- 1994 - Boris Dallo, cestista francese
- 1994 - Maximiliano González, calciatore argentino
- 1994 - Jerami Grant, cestista statunitense
- 1994 - Christina Grimmie, cantante, pianista e youtuber statunitense († 2016)
- 1994 - Guilherme Biteco, calciatore brasiliano
- 1994 - Dani Hatakka, ex calciatore finlandese
- 1994 - Tyler Patrick Jones, attore statunitense
- 1994 - Nans Peters, ciclista su strada francese
- 1994 - Carlos Ramírez, ciclista di BMX colombiano
- 1994 - Jaren Sina, ex cestista e allenatore di pallacanestro kosovaro
- 1994 - Dominik Wydra, calciatore austriaco
- 1994 - Noemi Zbären, ostacolista svizzera
- 1995 - Lucas Acosta, calciatore argentino
- 1995 - Andrea Chiarabini, ex tuffatore italiano
- 1995 - Mira, cantante rumena
- 1995 - Elimane Cissé, calciatore senegalese
- 1995 - Sander Coopman, calciatore belga
- 1995 - Joé Dwèt Filé, cantante francese
- 1995 - Juan Cruz Kaprof, calciatore argentino
- 1995 - Leticia Viviane Dias Rodrigues, cestista brasiliana
- 1995 - Facundo Monteseirín, calciatore argentino
- 1995 - Amos Mosaner, giocatore di curling italiano
- 1995 - Francesca Pattaro, ex pistard e ciclista su strada italiana
- 1995 - Myo Ko Tun, calciatore birmano
- 1996 - Felipe Araruna, ex calciatore brasiliano
- 1996 - Tom Booth-Amos, pilota motociclistico britannico
- 1996 - Katie Vincent, canoista canadese
- 1996 - Michael Richard Delgado de Oliveira, calciatore brasiliano
- 1996 - Gregory Di Tomaso, hockeista su ghiaccio canadese
- 1996 - Serhou Guirassy, calciatore francese
- 1996 - Osman Hadžikić, calciatore austriaco
- 1996 - Karim Hafez, calciatore egiziano
- 1996 - Erika Lauriola, calciatrice italiana
- 1996 - Robert Murić, calciatore croato
- 1996 - Federico Mussini, cestista italiano
- 1996 - Emmanuel Ntim, calciatore ghanese
- 1996 - Cene Prevc, saltatore con gli sci sloveno
- 1996 - Sebastian van Santen, giocatore di football americano tedesco
- 1996 - Lisandro Semedo, calciatore portoghese
- 1996 - Stijn Spierings, calciatore olandese
- 1996 - Elisabeth Willibald, ex sciatrice alpina tedesca
- 1996 - Dabney dos Santos, calciatore olandese
- 1997 - Amjad Attwan, calciatore iracheno
- 1997 - John Avire, calciatore keniota
- 1997 - Anna Comarella, fondista italiana
- 1997 - Tae Crowder, giocatore di football americano statunitense
- 1997 - Fiona Ferro, tennista francese
- 1997 - Dean Henderson, calciatore inglese
- 1997 - Nassim Hnid, calciatore tunisino
- 1997 - Ramiro Macagno, calciatore argentino
- 1997 - Ómar Ingi Magnússon, pallamanista islandese
- 1997 - Jean-Philippe Patrice, schermidore francese
- 1997 - Sebastián Reyes, calciatore boliviano
- 1997 - Andrea Russo, ginnasta italiano
- 1997 - Allan Saint-Maximin, calciatore francese
- 1997 - Astrit Selmani, calciatore svedese
- 1997 - Tokuma Suzuki, calciatore giapponese
- 1997 - Dominic Tan, calciatore malaysiano
- 1997 - Felipe Vizeu, calciatore brasiliano
- 1997 - Val, calciatore brasiliano
- 1998 - Adryelson, calciatore brasiliano
- 1998 - Fanny Axelsson, ex sciatrice alpina svedese
- 1998 - Emma Bading, attrice tedesca
- 1998 - Cesare Barbon, cestista italiano
- 1998 - Hasan Bilal, calciatore turco
- 1998 - Callum Brittain, calciatore inglese
- 1998 - Matteo Cicinelli, pentatleta italiano
- 1998 - Matheus Costa, attore e doppiatore brasiliano
- 1998 - Aline Danioth, sciatrice alpina svizzera
- 1998 - Nadežda Dubovickaja, altista kazaka
- 1998 - Carsen Edwards, cestista statunitense
- 1998 - Mecole Hardman, giocatore di football americano statunitense
- 1998 - Nikita Kalugin, calciatore russo
- 1998 - Anton Kralj, calciatore svedese
- 1998 - Giulio Maggiore, calciatore italiano
- 1998 - Gloria Marinelli, calciatrice italiana
- 1998 - Nikola Moro, calciatore croato
- 1998 - Clay Mounce, cestista statunitense
- 1998 - Louis Muhlen-Schulte, sciatore alpino australiano
- 1998 - Luka Pasariček, calciatore croato
- 1998 - Santiago Ramírez, calciatore uruguaiano
- 1998 - Daniel Samohin, ex pattinatore artistico su ghiaccio israeliano
- 1998 - Çelis Taflaj, cestista albanese
- 1998 - Dmytro Topalov, calciatore ucraino
- 1998 - Justin Turner, cestista statunitense
- 1998 - Dario Ulrich, calciatore svizzero
- 1998 - Stuart Wilkin, calciatore malaysiano
- 1999 - Muhannad Al-Shanqeeti, calciatore saudita
- 1999 - Obiageri Amaechi, discobola statunitense
- 1999 - Emil Bohinen, calciatore norvegese
- 1999 - José Cifuentes, calciatore ecuadoriano
- 1999 - Mladen Devetak, calciatore serbo
- 1999 - Filip Dujmović, calciatore bosniaco
- 1999 - Janja Garnbret, arrampicatrice slovena
- 1999 - Clare Hunt, calciatrice australiana
- 1999 - Sergio Quintero, calciatore ecuadoriano
- 1999 - Lars Ranger, calciatore norvegese
- 1999 - Jalen Redmond, giocatore di football americano statunitense
- 1999 - Matías Sepúlveda, calciatore cileno
- 1999 - Michele Serpilli, cestista italiano
- 1999 - Brandon Servania, calciatore statunitense
- 1999 - Florian Vermeersch, ciclista su strada e ciclocrossista belga
- 1999 - Rodrigo Vilca, calciatore peruviano
- 1999 - Eugenia de Armas, sciatrice nautica argentina
- 1999 - Jevhen Štembuljak, scacchista ucraino
- 1999 - Matúš Štoček, ciclista su strada slovacco
- 2000 - Newton Araújo da Costa Júnior, calciatore brasiliano
- 2000 - Tjay De Barr, calciatore gibilterriano
- 2000 - Alexis Duarte, calciatore paraguaiano
- 2000 - Tigist Gezahagn Menigstu, atleta paralimpica etiope
- 2000 - Tom Holmes, calciatore inglese
- 2000 - Scottie Lewis, cestista statunitense
- 2000 - Andy Pelmard, calciatore francese
- 2000 - Alessandro Plizzari, calciatore italiano
- 2000 - An Qixuan, arciera cinese
- 2000 - Benjamin Hvidt, calciatore danese
- 2000 - Søren Wærenskjold, ciclista su strada norvegese
- 2000 - Yang Xiaolei, arciera cinese
- 2000 - Kolbeinn Þórðarson, calciatore islandese

## XXI secolo(41)
- 2001 - Andreas Sønsterud Amdahl, sciatore alpino norvegese
- 2001 - Samuel Ballet, calciatore svizzero
- 2001 - Liv Ceder, sciatrice alpina svedese
- 2001 - Eva, cantante francese
- 2001 - Matias Fonseca, calciatore uruguaiano
- 2001 - Nicolai Højgaard, golfista danese
- 2001 - Rasmus Højgaard, golfista danese
- 2001 - Glenda Esthefania Inzunza Cabrera, nuotatrice artistica messicana
- 2001 - Diego Medina, calciatore messicano
- 2001 - Shi Cong, ginnasta cinese
- 2001 - Panagiōtīs Tzimas, calciatore greco
- 2001 - Filip Řeha, ciclista su strada ceco
- 2001 - Polina Sergeevna Šuvalova, scacchista russa
- 2001 - Alëna Švec, cantante russa
- 2002 - Chiara Betti, pattinatrice di short track italiana
- 2002 - Yuri Casermeiro, calciatore argentino
- 2002 - Pascal Estrada, calciatore austriaco
- 2002 - Ruka Hirano, snowboarder giapponese
- 2002 - Teddy Jenks, calciatore inglese
- 2002 - Lázaro Vinícius Marques, calciatore brasiliano
- 2002 - Prins Tjiueza, calciatore namibiano
- 2002 - Mykyta Turbajevs'kyj, calciatore ucraino
- 2002 - Marco Zanetti, hockeista su ghiaccio italiano
- 2003 - Antoine Joujou, calciatore francese
- 2003 - Nick Kurtz, giocatore di baseball statunitense
- 2003 - Mark Mampassi, calciatore ucraino
- 2003 - Park Hye-jeong, sollevatrice sudcoreana
- 2003 - Arthur Sousa, calciatore brasiliano
- 2003 - Malina Weissman, attrice e modella statunitense
- 2004 - Mycael Pontes Moreira, calciatore brasiliano
- 2004 - Ethan Quinn, tennista statunitense
- 2004 - Jay Riccomini, sciatrice freestyle statunitense
- 2004 - Zhang Qiongyue, tiratrice a segno cinese
- 2005 - Steven Guerra, calciatore salvadoregno
- 2005 - Ludovica Tumeo, cestista italiana
- 2006 - Amin Chiakha, calciatore danese
- 2006 - Archie Gray, calciatore inglese
- 2006 - Lee Re, attrice sudcoreana
- 2007 - Kirill Boliuch, tuffatore ucraino
- 2008 - Tyra Caterina Grant, tennista italiana
- 2009 - Jaelyn Liu, schermitrice statunitense

## Senza anno specificato(3)
- Vasilij Ivanovič Baženov, architetto russo († 1799)
- Fusanosuke Inariya, fumettista giapponese
- Giovanni Paramithiotti, dirigente sportivo italiano († 1943)